# Complejo de pre-iniciación
El complejo de pre-iniciación (abreviado como CPI) es un gran complejo de proteínas necesarias para que tenga lugar la transcripción genética en eucariotas y arqueas. El complejo de pre-iniciación ayuda en el correcto posicionamiento de la ARN polimerasa II sobre el sitio de inicio de la transcripción, produce la desnaturalización del ADN y coloca al ADN en el sitio activo de la ARN polimerasa II para que se produzca la transcripción.
Este complejo se compone normalmente de seis factores de transcripción generales: TFIIA, TFIIB, TFIID, TFIIE, TFIIF y TFIIH.
En 2007, Roger D. Kornberg propuso el siguiente modelo de complejo de pre-iniciación en promotores con cajas TATA:
- Proteína de unión a TATA (TBP, una subunidad de TFIID) se une al promotor, generando un fuerte plegamiento en el ADN. Este plegamiento hace que el ADN envuelva a la ARN polimerasa II y al dominio C-terminal de TFIIB. TBP se une a la caja TATA de modo que el espacio entre la caja TATA y el sitio de inicio de la transcripción (normalmente unas 25-30 pares de bases) asegure que la ARN polimerasa II se posicione adecuadamente sobre el promotor.
- El dominio N-terminal de TFIIB posiciona al ADN adecuadamente para la entrada en el sitio activo de la ARN polimerasa II.
- TFIIE se une al complejo creciente y recluta a TFIIH.
- Las subunidades de TFIIH que tienen actividad ATP-asa y helicasa generan una tensión helicoidal negativa en el ADN.
- Dicha tensión causa la desnaturalización del ADN y permite la formación de la burbuja de transcripción. TFIIF se une a la hebra codificante, desnaturaliza el ADN y mantiene la burbuja de desnaturalización abierta.
- La hebra no codificante del ADN puede entonces plegarse y entrar en el sitio activo de la ARN polimerasa II.
- Si la transcripción avanza más de 6 bases, TFIIB es desplazado y la ARN polimerasa II escapa de la región promotora para ya transcribir el resto del gen.